# Arundinella leptochloa
Arundinella leptochloa là một loài thực vật có hoa trong họ Hòa thảo. Loài này được (Steud.) Hook.f. mô tả khoa học đầu tiên năm 1896.